# Besteckversetzung
Besteckversetzung (BV) ist ein Begriff aus der Nautik und Navigation. Nach DIN 13312 gehört sie zu den „für die Reise bedeutsamen Begriffen“ und bezeichnet den Vektor vom Koppelort (Ok) zum beobachteten Ort (Ob) zum gleichen Zeitpunkt. Normgerecht wird die Abkürzung BV bei Verwendung von Polarkoordinaten verwendet, die Richtung bezieht sich dabei auf rechtweisend Nord. Verwendet man für die Besteckversetzung BVK kartesische Koordinaten, wird der Vektor in Richtung der Kurslinie und senkrecht dazu zerlegt, eine Angabe könnte beispielhaft lauten: +1,6 sm; 2,1 sm Stb.

## Beispiel aus der Seefahrt
Ein Schiff befindet sich um 12:00 Uhr auf der Position 50°00' N, 002°00' W. Das Schiff beabsichtigt, mit einer Geschwindigkeit von 12 kn 30 Minuten lang nach Norden (360°) zu fahren. Rein rechnerisch müsste sich der Ok 12:30 des Schiffes auf der Position 50°06' N, 002°00' W befinden. Tatsächlich findet sich das Schiff aber z. B. auf dem Ob 12:30 50°05' N, 002°01' W wieder.
Der Abstand von dem Ok zum Ob, also die Besteckversetzung, beträgt in diesem Fall 1,2 sm und liegt in der Richtung 213°.

## Schreibweise
In obigem Beispiel würde man die Besteckversetzung wie folgt schreiben:

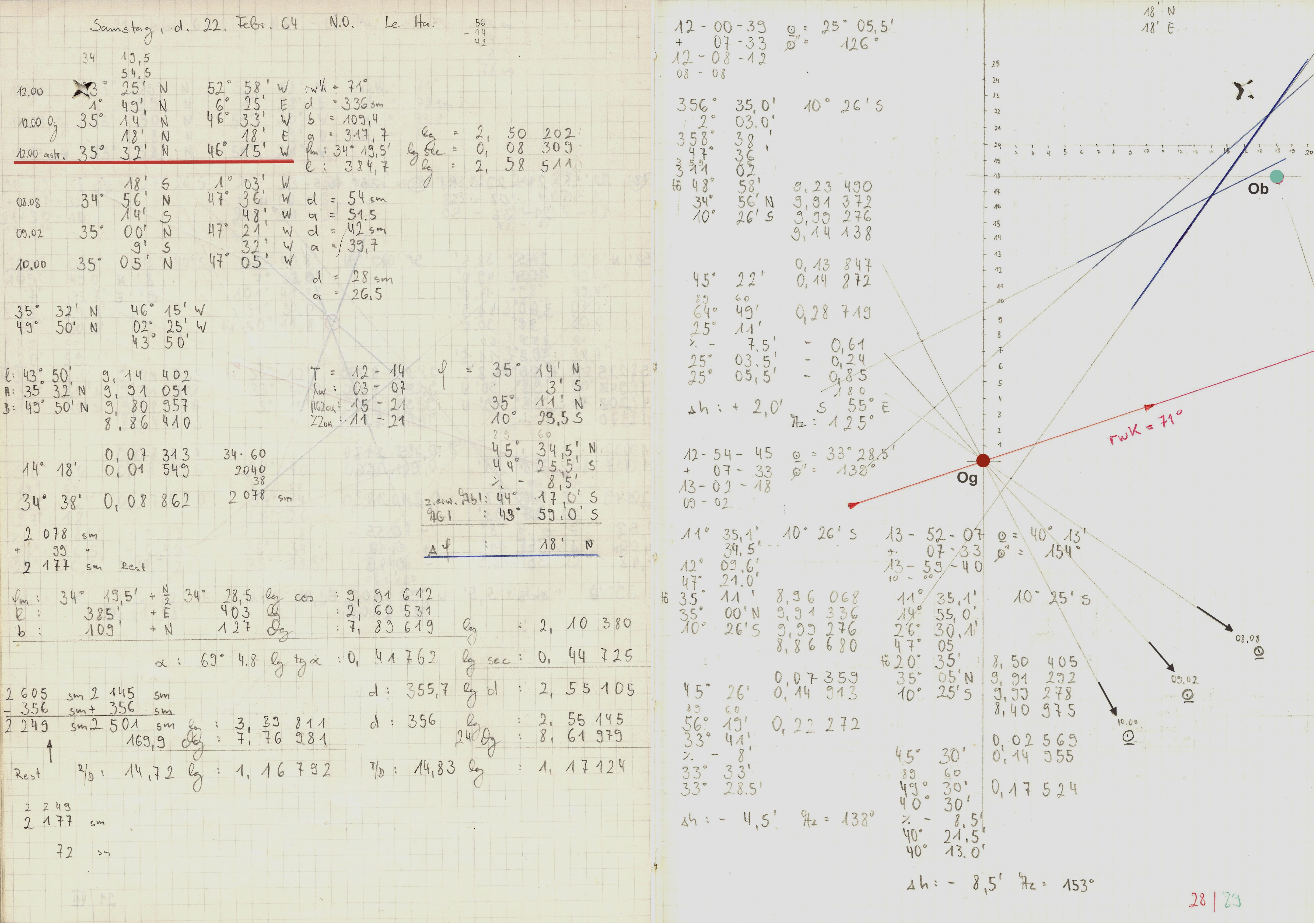
Mittagsbesteck – bei starker, wetterbedingter Besteckversetzung

BV 1230: 213°, 1,2 sm

## Gründe für die Besteckversetzung in der Seefahrt
Es gibt verschiedene Gründe, warum eine Besteckversetzung in der Navigation auftritt:
- Unbekannte Strömung (BS). Durch die Strömung wird das Schiff in eine unbekannte Richtung mit unbekannter Geschwindigkeit versetzt.
- Unbekannter Windversatz (BW). Durch Wind wird das Schiff von seinem Kurs weggedrückt.
- Steuerfehler. Das Fahrzeug steuert nicht den geplanten Kurs.
- Geschwindigkeitsfehler. Das Schiff ist schneller oder langsamer, als gedacht.
- Rechenfehler. Bei der Berechnung des Ok wird ein Fehler gemacht, z. B. durch fehlerhafte Zeitangaben.

## Nutzen in der Seefahrt
Das Errechnen der Besteckversetzung ist notwendig, um einen zurückliegenden tatsächlichen Kurs zu rekonstruieren, der die vorgenannten Faktoren oder Teilaspekte hiervon berücksichtigt. Hierdurch können Ursachen oder kann eine Ursache für das Abkommen vom geplanten Kurs nachvollzogen werden.
Im oben genannten Beispiel könnte z. B. eine Strömung von 213° mit einer Geschwindigkeit von 2,4 kn zu der Besteckversetzung geführt haben, wenn alle anderen Fehler auszuschließen sind.